# Quốc huy Algérie
Con dấu quốc gia Algérie (tiếng Ả Rập: شعار الجزائر الوطني) là con dấu được sử dụng bởi các chính phủ, như các tiểu bang khác sử dụng phù hiệu áo giáp.

## Mô tả
Hình thức hiện tại của biểu tượng với chữ viết Ả Rập đã được thông qua vào ngày 1 tháng 11 năm 1976, nhưng chỉ được phân biệt với hình thức trước đó bằng cách thay đổi phương châm từ tiếng Pháp sang tiếng Ả Rập. Chứa trên biểu tượng là hình lưỡi liềm cũng được tìm thấy trên lá cờ của Algérie, và là một biểu tượng của đạo Hồi. Văn bản bao quanh biểu tượng nói bằng tiếng Ả Rập: Tiếng Ả Rập: Tiếng Việt ("Cộng hòa Dân chủ Nhân dân Algérie", tên chính thức của đất nước).
Các tay của Fatima, một biểu tượng truyền thống của khu vực, xuất hiện ở phía trước của dãy núi Atlas, dưới mặt trời mọc đại diện cho một kỷ nguyên mới. Tòa nhà là viết tắt của công nghiệp và nhà máy cho nông nghiệp.

## Lịch sử các biểu tượng của Algérie

Quốc ấn Tiểu vương quốc Abdelkader (1832-847)
Huy hiệu Algérie thuộc Pháp trong Đế chế thứ hai (1865)
Con dấu của Chính phủ Algérie (1950)
Biểu tượng của Chính phủ Algérie (1962)
Con dấu Chính phủ lâm thời Cộng hòa Algérie (1958-1962)
Quốc ấn Cộng hòa Algérie (1962-1971)
Quốc ấn Cộng hòa Algérie (1971-1976)